# Novaja Zemlja
Novaja Zemlja (russisk: Но́вая Земля́, tr. Novaja Zemlja; dansk: ~ Nyt Land) er en øgruppe i Ishavet i det nordlige Rusland, og den er det nordøstlige hjørne af Europa (se også ekstreme geografiske steder i Europa). Arkipelaget administreres af Arkhangelsk oblast som Novaja Zemlja Distrikt. Indbyggertal: 2.716 (2002 folketælling). Areal 90.650 km².
Novaja Zemlja består af to separate større øer delt af det smalle Matotjkinstræde, samt en del mindre øer. De to hovedøer er Severnyj (nordligst) og Juzjnyj (sydligst). Novaja Zemlja skiller Barentshavet fra Karahavet.